# Florian Fromlowitz
Florian Fromlowitz (2 de julio de 1986) es un exfutbolista alemán que se desempeñaba como guardameta. Tras la trágica muerte de Robert Enke, Fromlowitz ocupó su puesto como portero titular en el Hannover 96.

## Selección nacional
Ha sido internacional con la selección de fútbol sub-21 de Alemania.

### Participaciones Internacionales
| Torneo                  | Sede     | Resultado     |
| ----------------------- | -------- | ------------- |
| Eurocopa Sub-21 de 2006 | Portugal | Primera Ronda |
| Eurocopa Sub-21 de 2009 | Suecia   | Campeón       |

## Clubes
| Club                 | País     | Año         |
| -------------------- | -------- | ----------- |
| 1. FC Kaiserslautern | Alemania | 2004 - 2008 |
| Hannover 96          | Alemania | 2008 -2011  |
| MSV Duisburgo        | Alemania | 2011-2012   |
| Dinamo Dresde        | Alemania | 2012-2014   |
| SV Wehen Wiesbaden   | Alemania | 2014-2015   |
| FC Homburgo          | Alemania | 2015-2017   |

## Palmarés

### Títulos internacionales
| Título          | Club (*)              | País   | Año  |
| --------------- | --------------------- | ------ | ---- |
| Eurocopa sub-21 | Selección de Alemania | Suecia | 2009 |

(*) Incluyendo la selección.